# Las noventa y cinco tesis
El Cuestionamiento al poder y eficacia de las indulgencias (en latín, Disputatio pro declaratione virtutis indulgentiarum), más conocido como las noventa y cinco tesis, es una lista de proposiciones para un debate académico escrita por Martín Lutero —profesor de Teología en la Universidad de Wittenberg— en el año 1517, que dio comienzo a la Reforma protestante, un cisma en la Iglesia católica que cambió profundamente la historia europea. Las tesis promovían los argumentos de Lutero contra lo que él consideraba un abuso de la práctica del clero al vender indulgencias plenarias, certificados que, según las creencias católicas, reducen el castigo temporal del purgatorio por los pecados cometidos por los compradores o sus seres queridos.
En sus tesis, Lutero afirmaba que el arrepentimiento establecido por Cristo, por el que los pecados serían perdonados, implica un arrepentimiento espiritual interno en lugar de simplemente una confesión sacramental externa, es decir, con el sacerdote. Según él, las indulgencias incitaban a los cristianos a evitar el verdadero arrepentimiento y la aflicción por el pecado, creyendo que podían renunciar a estos comprando una indulgencia. Asimismo, indicó que las indulgencias desalentaban a los cristianos a dar a los pobres y realizar otros actos de misericordia, pues pensaban que los certificados de indulgencia poseían mayor valor espiritual. Aunque Lutero afirmó que sus argumentos sobre las indulgencias concordaban con los del papa, las noventa y cinco tesis desafiaron una bula papal del siglo XIV que establecía que el romano pontífice podía usar el «tesoro del mérito» y las buenas obras de los santos del pasado para perdonar el castigo temporal por los pecados. Las tesis se formularon como proposiciones para ser discutidas en debate académico en lugar de representar puntualmente las opiniones de Lutero; más tarde, este último aclaró sus puntos de vista en las Explicaciones del debate sobre el valor de las indulgencias (1518).
Lutero envió sus tesis anexadas a una carta al arzobispo elector de Maguncia, Alberto de Brandeburgo, el 31 de octubre de 1517, fecha que actualmente se considera el comienzo de la Reforma protestante y que se conmemora anualmente como el Día de la Reforma. Es posible que ese mismo día o a mediados de noviembre, Lutero también clavara un cartel con sus tesis en la puerta de la iglesia de Todos los Santos y otras parroquias en Wittenberg, de acuerdo con la costumbre de la universidad. Las tesis fueron reimpresas rápidamente, traducidas y distribuidas por todo el Sacro Imperio y el resto de Europa. Iniciaron una guerra de panfletos con el predicador de las indulgencias Johann Tetzel, quien difundió aún más la fama de Lutero. Los superiores eclesiásticos le juzgaron por herejía, proceso que culminó con una sentencia de excomunión en 1521. Aunque las tesis fueron el comienzo de la Reforma, Lutero no consideraba que las indulgencias fueran tan importantes como otros asuntos teológicos que dividirían posteriormente a la Iglesia. Su avance sobre esos temas llegaría más tarde, pero nunca vio la publicación de las tesis como el momento en el que sus creencias divergieron de las de la Santa Sede.

## Contexto histórico
Martín Lutero, profesor de Teología en la Universidad de Wittenberg y predicador de la ciudad, escribió las noventa y cinco tesis contra la costumbre contemporánea del clero de emitir indulgencias. En la Iglesia católica, por entonces prácticamente la única institución religiosa cristiana en la Europa Occidental, las indulgencias eran parte de la economía de la salvación. De acuerdo con este sistema, cuando los cristianos pecaban y se confesaban, eran perdonados y ya no recibían el castigo eterno en el infierno, aunque todavía podían estar sujetos a una pena temporal. Al parecer los penitentes podían cumplir este castigo realizando obras de misericordia. Si el castigo temporal no se cumplía en vida, debía ser satisfecho en el purgatorio, pero con una indulgencia este castigo temporal podría reducirse. Los abusos en el sistema de indulgencias constituían una fuente de beneficios para el clero, mientras que el papa daba su sanción oficial a cambio de honorarios.

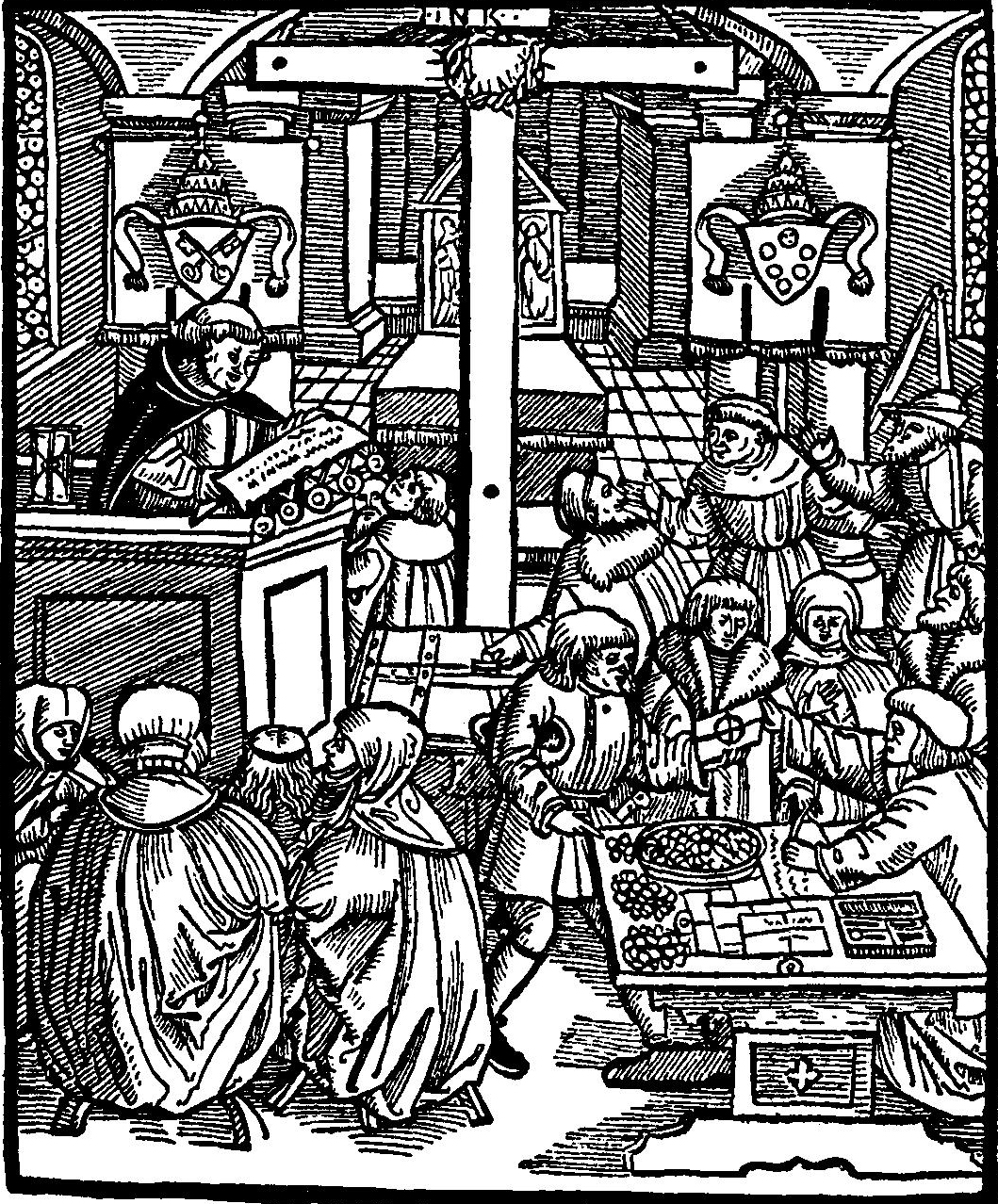
Vendedor de indulgencias en una iglesia. Xilografía en un folleto de 1521.

Según la doctrina católica, los papas tienen la facultad de otorgar indulgencias plenarias, que eximen al individuo de cualquier castigo temporal restante por los pecados; estos certificados eran comprados a nombre de personas cuyos familiares creían que estaban en el purgatorio. Esto llevó al dicho popular: «Tan pronto suena la moneda que se echa en la caja, el alma sale volando [fuera del purgatorio]». Los teólogos de la Universidad de París habían cuestionado esta afirmación a fines del siglo XV. Entre los críticos previos de las indulgencias estaba Juan Wiclef, quien negó que el papa tuviera autoridad sobre el purgatorio; Jan Hus y sus seguidores, que habían abogado por un sistema de penitencia más rígido, en el que las indulgencias no estaban disponibles; y Johannes von Wesel, que las había criticado duramente a fines del siglo XV. Los gobernantes políticos tenían interés en controlar las indulgencias porque las economías locales sufrían cuando los compradores abandonaban un territorio determinado en favor de otro. Otras veces, los mismos gobernantes buscaban recibir una porción de las ganancias o acceso a indulgencias prohibidas, como lo hizo el duque Jorge de Sajonia del electorado de donde provenía Lutero.
En 1515, el papa León X otorgó indulgencia plenaria a los que hicieran donativos para financiar la construcción de la basílica de San Pedro en Roma. Se aplicaba a casi cualquier pecado, como el adulterio y el hurto; además, estipulaba que cualquier otra predicación indulgente debía cesar durante los ocho años en la que se hiciera la colecta. Los predicadores de indulgencias recibieron instrucciones estrictas sobre cómo se debía predicar el certificado de perdón y ser más laudatorios en sus rezos que con las indulgencias anteriores. Fue el fraile Johann Tetzel quien recibió el encargo de predicar y ofrecer la indulgencia en 1517; su campaña en ciudades cercanas a Wittenberg hizo que muchos aldeanos viajaran a esas poblaciones para comprarlas, ya que las ventas habían sido prohibidas en dicha ciudad y otras ciudades sajonas.
Para ese momento, Lutero sabía que las indulgencias se impartían en la iglesia de Todos los Santos de Wittenberg. En esa parroquia, cuando se veneraba la gran colección de reliquias, se podía recibir una indulgencia. Lutero ya había predicado en 1514 contra el abuso de las indulgencias y la forma en que «abarataban» la gracia divina, en lugar de exigir un verdadero arrepentimiento. Lutero se preocupó especialmente en 1517 cuando sus feligreses, que volvían de comprar las indulgencias de Tetzel, afirmaban que ya no tenían que arrepentirse ni cambiar sus vidas para ser perdonados por sus pecados. Después de escuchar lo que Tetzel había dicho acerca de las indulgencias en sus sermones, Lutero comenzó a estudiar el tema con más detenimiento y contactó a expertos en el tema. Predicó sobre las indulgencias varias veces en 1517 y explicó que el verdadero arrepentimiento era mejor que la compra de una indulgencia, que de por sí presuponía que el penitente ya había confesado y se había arrepentido, pues de lo contrario no valía nada. Además, un pecador verdaderamente arrepentido tampoco buscaría una indulgencia, porque amaba la justicia de Dios y deseaba el castigo interno de su pecado. Estos sermones aparentemente cesaron de abril a octubre de 1517, quizá porque Lutero escribía en ese tiempo sus noventa y cinco tesis. Compuso un Tratado sobre las indulgencias (Tractatus de indulgentiis), posiblemente a principios de septiembre de 1517; se trataba de un análisis cuidadoso y minucioso del asunto. También contactó por correspondencia a varios líderes de la Iglesia, como a su superior Hieronymus Schulz, obispo de Brandeburgo, en algún momento en o antes del 31 de octubre, cuando envió las tesis a Alberto de Brandeburgo, arzobispo elector de Maguncia.

## Contenido

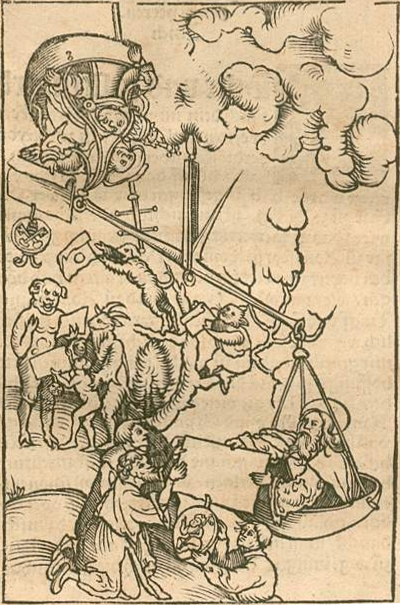
Xilografía sobre el perdón de Cristo que sobrepasa las indulgencias del papa (Ein schöns tractetlein von dem Götlichen, 1525).

La primera tesis, la más conocida, dice: «Cuando nuestro Señor y Maestro Jesucristo dijo “Haced penitencia...” ha querido decir que toda la vida de los creyentes fuera penitencia». En las primeras tesis, Lutero desarrolló la idea del arrepentimiento como la lucha interna del cristiano contra el pecado en lugar del sistema externo de la confesión sacramental. Sostuvo que el papa solo podía liberar a la gente de las penitencias que él mismo había administrado —mediante el sistema de penitencias de la Iglesia— y nunca de la responsabilidad del pecado (tesis 5 a 7). También indicó que el papa solo está en poder de declarar y dar testimonio de que la responsabilidad de su pecado había sido remitida por Dios. Más adelante, desafió las creencias comunes sobre el purgatorio (tesis 14 a 29) y discutió la idea de que el castigo sufrido en él se comparaba con el miedo y la desesperación que sentían las personas moribundas (tesis 14 a 16). Lutero afirmó que no se podía decir nada definitivo sobre el estado espiritual de las personas en el purgatorio (tesis 17 a 24); además, negó que el papa tuviera algún poder sobre quienes están en él (tesis 25 y 26) y criticó la idea de que, al realizar el pago, el ser querido del comprador era liberado inmediatamente de la pena temporal del pecado (tesis 27 a 29). Lutero lo veía como una incitación a la avaricia pecaminosa y sostuvo que era imposible estar seguro de aquello, dado que solo Dios tiene la autoridad suprema para perdonar las penitencias en el purgatorio.
Profundizando en este punto, señaló la falsa certeza que los predicadores de indulgencias ofrecían a los cristianos (tesis 30 a 34). Según Lutero, como nadie sabe si una persona se arrepiente de verdad, una carta que le aseguraba el perdón era peligrosa. También asestó un golpe a la idea de que un certificado de perdón hacía innecesario el arrepentimiento (tesis 35 y 36). Con esto, Lutero arguyó que la persona verdaderamente arrepentida, que solo podía beneficiarse de la indulgencia, ya había recibido el único beneficio que esta le proporcionaba. Asimismo, los cristianos realmente arrepentidos ya han sido perdonados de la pena y culpa del pecado. Lutero afirmó que las indulgencias no eran necesarias para que los cristianos pudieran recibir todos los beneficios provistos por Cristo (tesis 37) y que incluso hacían que el verdadero arrepentimiento fuera más difícil (tesis 39 y 40). Según él, el auténtico arrepentimiento requería que Dios estableciese el castigo del pecado, pero las indulgencias enseñaban que se podía evitar el castigo, ya que ese es el propósito de comprarlas.

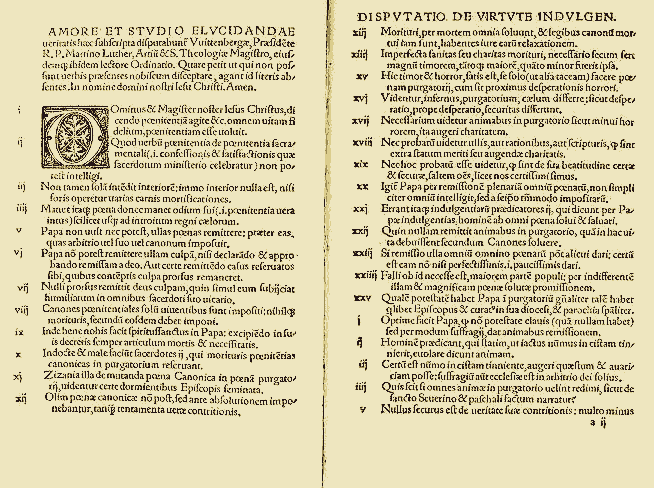
Versión de Basilea de 1517 en formato de folleto.

Lutero criticó las indulgencias sobre la base de que desalentaban las obras de misericordia de quienes las compraban (tesis 41 a 47). Estas proposiciones comienzan con las palabras «Debe enseñarse a los cristianos que...», con las que expresaba cómo creía que las personas deben ser instruidas sobre el valor de las indulgencias. Según Lutero, se les debía enseñar que dar a los pobres es incomparablemente más importante que comprar indulgencias, que adquirir una en lugar de dar a los pobres podía indignar a Dios y que por «la caridad crece por la obra de caridad y el hombre llega a ser mejor» que quien compra un certificado de perdón. Más adelante, Lutero se puso del lado del papa e indicó que si el romano pontífice supiera lo que se estaba predicando en su nombre preferiría que la basílica de San Pedro fuera destruida por el fuego antes que «construirla con la piel, la carne y los huesos de sus ovejas» (tesis 48 a 52). Igualmente se quejaba de las restricciones de predicación mientras se ofrecía la indulgencia (tesis 53 a 55).
En las tesis 56 a 66, Lutero opinaba sobre la doctrina del «tesoro del mérito», en la que se basa el concepto teológico de las indulgencias. Afirmaba que los cristianos indoctos no entendían la doctrina y, por tanto, estaban siendo engañados. Para Lutero, el verdadero tesoro de la Iglesia es el evangelio de Jesucristo. Este tesoro tendía a ser odiado porque hacía que «los primeros sean postreros», parafraseando a Mateo 19,30 y 20,16. Lutero usó metáforas y juegos de palabras para describir los tesoros del evangelio como «redes para atrapar a personas ricas», mientras que los tesoros de indulgencias eran «redes para atrapar la riqueza de los hombres».
Asimismo, discutió los problemas sobre la forma en que se predicaban las indulgencias (tesis 67 a 80), tal como lo había escrito en la carta al arzobispo elector Alberto. Según su testimonio, los predicadores estaban promoviendo las indulgencias como la mayor de las gracias posibles de la Iglesia, pero en realidad solo fomentaban la codicia. Señalaba que a los obispos se les había ordenado ofrecer reverencia a los predicadores de indulgencias que ingresaban a su jurisdicción, pero también los acusaba de apartar al pueblo de los predicadores que sermoneaban contra de las intenciones del papa. Más adelante, se opuso a la creencia supuestamente propagada por los predicadores de que la indulgencia podría perdonar a alguien que hubiera ultrajado a la Virgen María. Sobre esto, Lutero declaró que estos certificados de perdón no podían quitar la culpa del más leve de los pecados veniales y calificó otras supuestas declaraciones de los predicadores de indulgencias como blasfemias: que «Pedro no podría haber otorgado una gracia mayor», que estas y que la indulgencia «con las armas papales llamativamente erecta» era tan digna como la cruz de Cristo.
Lutero enumeró en las tesis 81 a 91 varias críticas presentadas por laicos contra las indulgencias. En lugar de formular sus propios cuestionamientos, los presentó como preguntas difíciles que sus feligreses le hacían: «¿Cómo debería responder a los que preguntan por qué el papa no vacía simplemente el purgatorio si está en su poder?», «¿Qué debería decir a los que preguntan por qué las misas de aniversario para los difuntos, que fueron por el bien de los que están en el purgatorio, continuaron para aquellos que habían sido redimidos por una indulgencia?». Lutero afirmó que a algunos les parecía extraño que «personas piadosas» en el purgatorio pudieran ser redimidas por personas impías. También formuló la pregunta de por qué el papa, que es muy rico, requiere dinero de creyentes pobres para construir la basílica de San Pedro. Concluyó que ignorar estas cuestiones implicaba el riesgo de permitir que la gente ridiculizara al papa. Apelando al interés financiero del romano pontífice, Lutero afirmó que si los predicadores limitasen su sermón de acuerdo con sus proposiciones sobre las indulgencias —que según él también era la posición del papa—, las objeciones dejarían de ser relevantes. Lutero cerraba sus tesis exhortando a los cristianos a imitar a Cristo —incluso si esto implicaba dolor y sufrimiento— y aseverando que perdurar en el castigo y entrar al cielo es preferible a la falsa certeza.

## Intenciones de Lutero
Lutero escribió las tesis como proposiciones para ser discutidas en un debate académico formal, aunque no existe evidencia de que tal evento haya tenido lugar alguna vez. En el encabezado de las tesis, invitaba a académicos interesados de otras ciudades a que participaran. El organizar este debate era un privilegio que Lutero tenía como doctor y, además, una forma bastante usual de investigación académica. De este modo, entre 1516 y 1521, Lutero preparó hasta veinte series de tesis para debates en Wittenberg. Andreas Karlstadt escribió un grupo de esas tesis en abril de 1517, que eran más radicales en términos teológicos que las de Lutero. Las colocó en la puerta de la iglesia de Todos los Santos, como supuestamente Lutero había hecho con su Cuestionamiento. Karlstadt publicó sus tesis en el momento en que se exhibían las reliquias de la iglesia y esto pudo haber sido considerado una provocación. Del mismo modo, Lutero publicó su Cuestionamiento en la víspera del Día de Todos los Santos, la festividad más importante del año para la exhibición de las reliquias en esa iglesia.
Como se ha explicado anteriormente, las tesis de Lutero tenían la intención de lanzar un debate entre académicos, no una revolución popular, pero existen indicios de que él veía su acción como profética y significativa. Probablemente en este momento comenzó a usar el nombre Lutero (Luther) y, a veces, Eleuterio (Eleutherius, derivado del griego Ελεύθερος [Eléftheros], «libre»), en lugar de su apellido original Luder. Aparentemente esto daba a entender que estaba libre de la teología escolástica, contra la que había arremetido a principios de 1517. Tiempo después, Lutero manifestó que no hubiera deseado que las tesis se distribuyeran públicamente. No obstante estas declaraciones, para la historiadora Elizabeth Eisenstein esta supuesta sorpresa por el éxito pudo haber estado mezclada con «autoengaño» y el investigador Hans Hillerbrand señala que Lutero «ciertamente tenía la intención» de provocar una gran controversia. Además, en algunas ocasiones, parece ser que Lutero usó la naturaleza académica de sus tesis como una cubierta para permitirle atacar las creencias establecidas, mientras seguía negando que tenía la intención de impugnar las enseñanzas de la Iglesia. Dado que escribir una serie de tesis para un debate académico no necesariamente comprometía al autor con sus opiniones, Lutero podría desentenderse de sus ideas más incendiarias vertidas en ellas. La publicación de las noventa y cinco tesis y otros ataques a la Iglesia católica se basaban en las creencias de Lutero, en desarrollo, sobre Jesús, la salvación únicamente por la fe y su estudio de las profecías bíblicas.

## Distribución y publicación

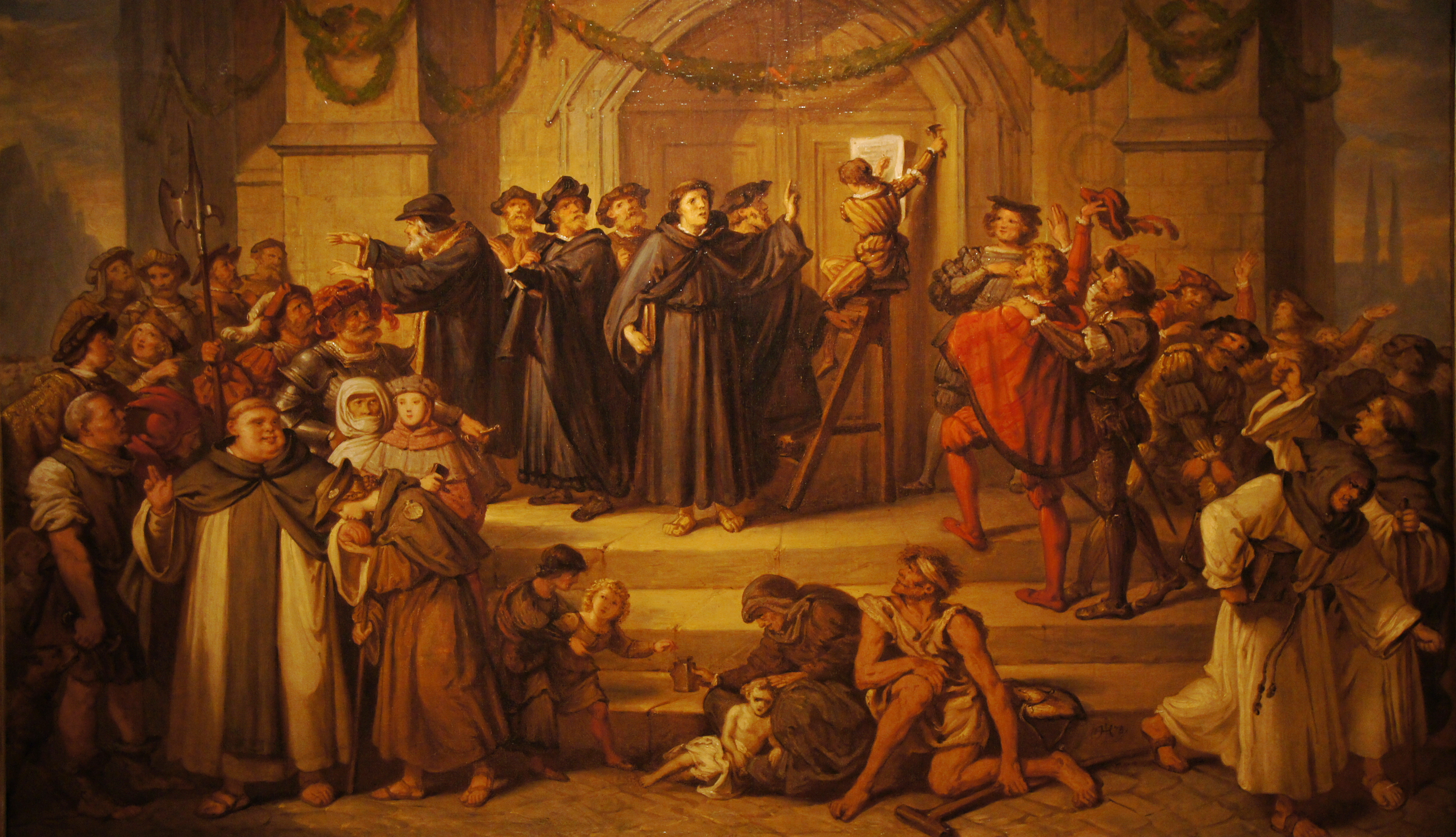
Representación decimonónica que sensacionaliza la publicación de las tesis de Lutero ante una multitud (Luther schlägt die 95 Thesen an de Julius Hübner, 1878). En realidad, publicar tesis para un debate académico pudo haber sido una práctica habitual.

El 31 de octubre de 1517, Lutero envió una carta al arzobispo elector de Maguncia, Alberto de Brandeburgo, bajo cuya autoridad se vendían los certificados de perdón. En la misiva, Lutero se dirigía al arzobispo con el deseo de alertarlo sobre los problemas pastorales creados por los sermones de indulgencia. Asumiendo que Alberto no estaba al tanto de lo que se predicaba en su jurisdicción, le escribió atemorizado de que las personas estaban siendo alejadas del evangelio y que la predicación de indulgencias pudiese avergonzar a su persona. Lutero no condenó las indulgencias o la doctrina contemporánea relacionada con estas, ni siquiera a los predicadores que se habían otorgado el certificado de perdón a sí mismos, ya que él no los había visto personalmente. En cambio, expresó su preocupación por los malentendidos del pueblo a raíz de la predicación de estas, como la creencia de que cualquier pecado, así como la culpa y el castigo derivados de este, pueden ser perdonados con una indulgencia. En una posdata, Lutero escribió que Alberto podía encontrar algunas tesis sobre el asunto anexadas a su carta, en las que podía ver la incertidumbre que rodeaba a la doctrina de las indulgencias en comparación con los predicadores que hablaban con tanta confianza de sus beneficios.
Era costumbre que, al proponer un debate académico, la imprenta universitaria reprodujera las tesis y las anunciase públicamente. No sobreviven copias de una publicación de Wittenberg de las noventa y cinco tesis, pero esto no debe resultar sorprendente, ya que Lutero no era famoso y la importancia del documento no fue reconocida en su momento. En Wittenberg, los estatutos de la universidad exigían que las tesis se publicaran en la puerta de cada iglesia de la ciudad, pero Felipe Melanchthon —quien fue el primero en mencionar la publicación del Cuestionamiento— solo nombró la puerta de la iglesia de Todos los Santos. Melanchthon también afirmó que las tesis fueron publicadas el 31 de octubre, pero esto entra en conflicto con varias de las declaraciones del propio Lutero sobre el transcurso de los acontecimientos; además, Lutero siempre dijo que presentó sus objeciones a través de los canales apropiados en lugar de incitar a una controversia pública. Es posible que, como Lutero más tarde consideró la carta del 31 de octubre a Alberto como el comienzo de la Reforma, no haya clavado sus tesis en la puerta de la iglesia hasta mediados de noviembre, pero también es posible que no las haya publicado en la puerta. De cualquier modo, las tesis ya eran muy conocidas entre la élite intelectual de Wittenberg poco después de que Lutero las enviara a Alberto.
Las tesis fueron copiadas y distribuidas a grupos interesados poco después de que Lutero enviara su carta al arzobispo elector Alberto. Las traducidas al latín se imprimieron en un folleto de cuatro páginas en Basilea y como pancartas en Leipzig y Núremberg. En total, en el año 1517 se imprimieron varios cientos de ejemplares de las tesis en latín. En Núremberg, Kaspar Nützel las tradujo al alemán ese mismo año y copias manuscritas de esta traducción se enviaron a varios interesados en el Sacro Imperio, aunque no necesariamente se reprodujeron en imprenta.

## Reacciones

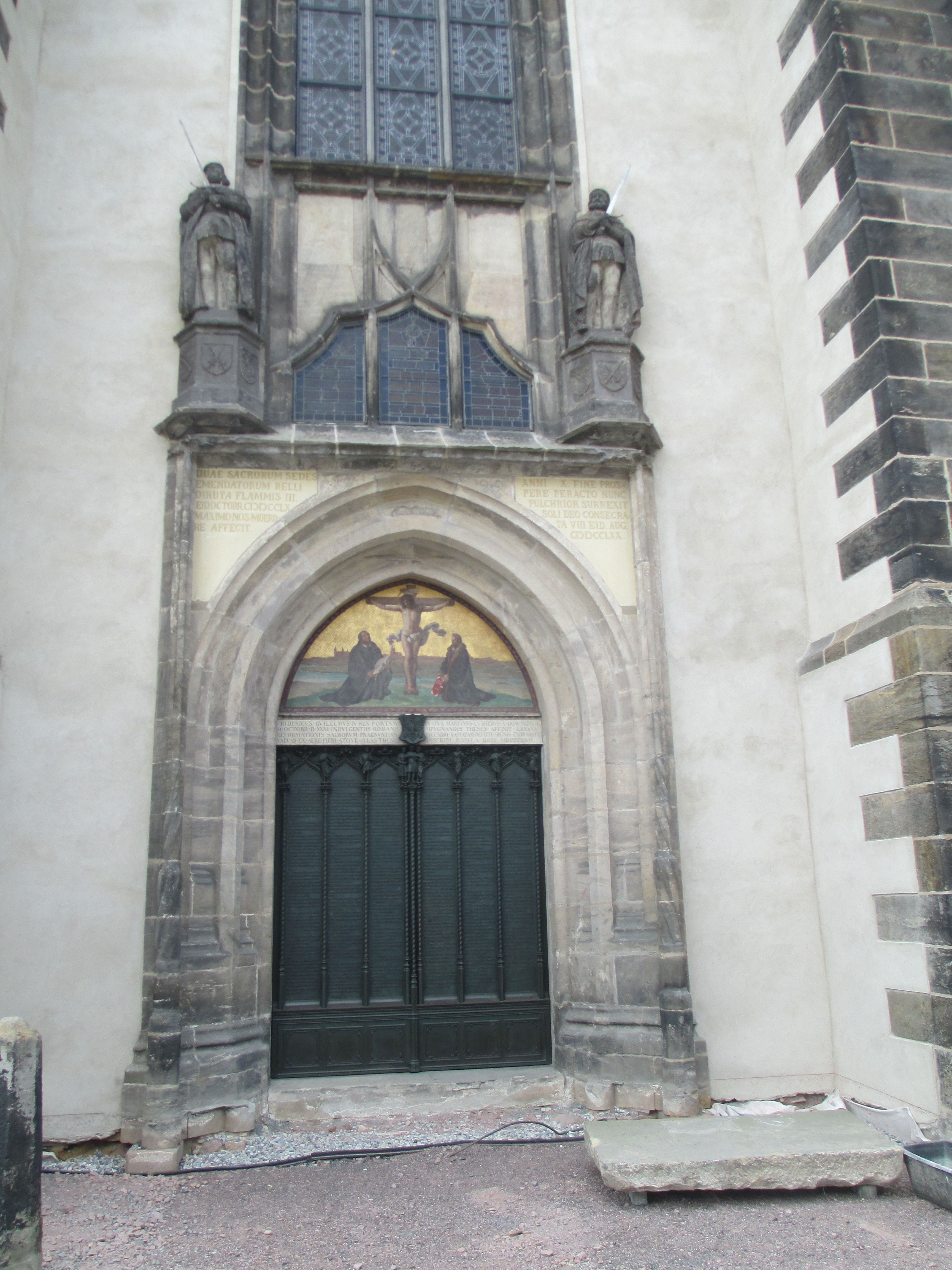
Puerta conmemorativa instalada en la iglesia de Todos los Santos de Wittenberg, con motivo del 375.º aniversario del nacimiento de Lutero (1858).

Al parecer, Alberto recibió la carta de Lutero con las tesis a finales de noviembre, tras lo cual solicitó la opinión de teólogos de la Universidad de Maguncia y se entrevistó con sus asesores. Sus consejeros recomendaron prohibirle a Lutero que predicara contra las indulgencias, de acuerdo con la bula de indulgencias. Alberto solicitó tal acción a la Curia Romana, tras lo cual Lutero fue percibido inmediatamente en Roma como una amenaza. En febrero de 1518, el papa León X solicitó al jefe de los eremitas agustinos, la orden religiosa de Lutero, que lo convenciera de abandonar la difusión de sus ideas sobre las indulgencias. De este modo, Silvestro Mazzolini da Prierio fue asignado para escribir una opinión que sería utilizada en el juicio contra Lutero: el Diálogo contra las presuntuosas tesis de Martín Lutero sobre el poder del papa (In presumptuosas Martini Lutheri conclusiones de potestate papae dialogus, 1517), que se centró en el cuestionamiento de Lutero a la autoridad del papa en lugar de sus quejas sobre la predicación de las indulgencias. Lutero recibió una convocatoria a Roma en agosto de 1518. Respondió con Explicaciones del debate sobre el valor de las indulgencias (Resolutiones disputationum de indulgentiarum virtute), en las que intentaba liberarse de la acusación de estar atacando al papa. Al aclarar sus puntos de vista más extensamente, Lutero parece haber reconocido que las implicaciones de sus creencias le habían alejado de lo que inicialmente pensaba de la enseñanza oficial. Más tarde dijo que no habría comenzado la controversia si hubiera sabido hacia dónde conduciría. Las Explicaciones se han considerado la primera obra reformista de Lutero.
La respuesta de Johann Tetzel a las tesis era que Lutero fuese quemado por herejía y que el teólogo Konrad Wimpina redactara 106 tesis contra el Cuestionamiento. Tetzel defendió las tesis de Wimpina en un debate ante la Universidad de Fráncfort del Óder en enero de 1518. Se enviaron 800 copias impresas de la disputa a Wittenberg, pero los estudiantes de la universidad las arrebataron al vendedor y las quemaron. Lutero se volvió cada vez más temeroso de que la situación se saliera de control y de que su vida estuviera en peligro. Así, para aplacar a sus oponentes, publicó el «sermón sobre la indulgencia y la gracia» (Eynn Sermon von dem Ablasz und Gnade), que no desafiaba la autoridad del papa. Este folleto, escrito en alemán, era muy breve y fácil de entender por los laicos. Se trataba de la primera obra exitosa de Lutero y fue reimpresa veinte veces. Tetzel respondió con una refutación punto por punto, citando profusamente la Biblia y teólogos importantes, pero su folleto no fue tan popular como el de Lutero, quien contestó con otro panfleto que, al contrario que el de Tetzel, supuso otro éxito editorial.
Otro oponente destacado de las tesis era Johann Eck, amigo de Lutero y teólogo de la Universidad de Ingolstadt. Eck escribió una refutación, destinada al obispo de Eichstätt, titulada Obeliscos (Obelisci), en referencia a los obeliscos utilizados en la Edad Media para marcar pasajes heréticos en los textos. Era un ataque personal duro e inesperado, en el que acusaba a Lutero de herejía y estupidez. Lutero le respondió en privado con Asteriscos (Asterisci), título basado en las marcas de asterisco que por entonces se usaban para resaltar textos importantes. En el texto, Lutero contestaba furioso y consideraba que Eck no entendía el asunto sobre el que había escrito. La disputa entre Lutero y Eck se haría pública en el debate de Leipzig de 1519.
Hacia octubre de 1518, Lutero fue convocado a Augsburgo por la autoridad papal a fin de defenderse ante Tomás Cayetano de los cargos de herejía que se le imputaban. Cayetano no permitió que Lutero discutiera personalmente con él sobre las presuntas herejías, pero identificó dos puntos de controversia. El primero era contra la tesis número 58, que establecía que el papa no podía usar el «tesoro del mérito» para perdonar el castigo temporal del pecado; esto contradecía la bula papal Unigenitus promulgada por Clemente VI en 1343. El segundo punto era acerca de si una persona podía estar segura de que había sido perdonada cuando su pecado era absuelto por un sacerdote. Las Explicaciones de Lutero sobre la tesis número 7 reiteraban que una persona debía basarse en la promesa hecha por Dios, pero Cayetano argumentó que el cristiano humilde nunca debía presumir de estar seguro de su reputación ante Dios. Lutero se negó a retractarse y solicitó que los teólogos universitarios revisaran el caso, pero, dado que esta petición fue denegada, decidió apelar al romano pontífice antes de abandonar Augsburgo. Lutero finalmente fue excomulgado en 1521 después de quemar la bula papal Exsurge Domine, que lo amenazaba a enfrentar la censura pública si no se retractaba.

## Legado

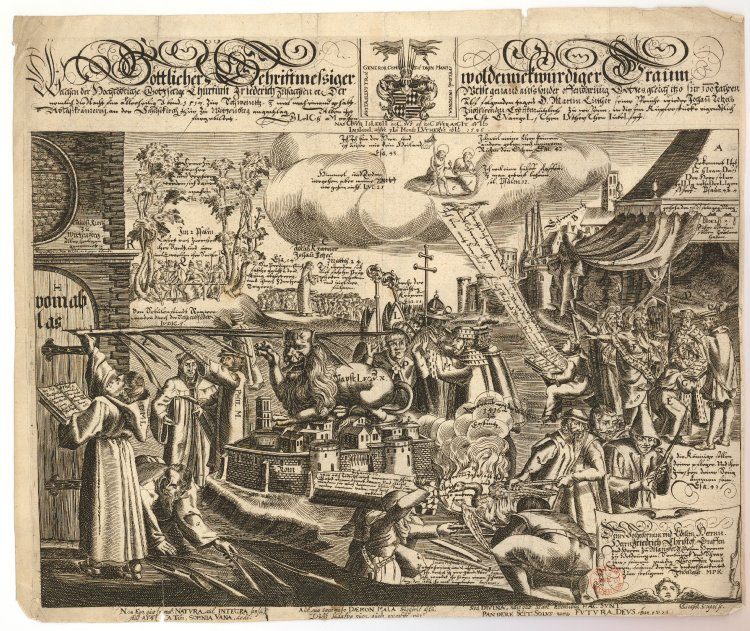
Grabado elaborado para el jubileo de la Reforma de 1617 que muestra a Lutero escribiendo sus tesis en la puerta de la iglesia de Wittenberg con una pluma gigante.

La controversia sobre las indulgencias desencadenada por las tesis fue el comienzo de la Reforma, un cisma en la Iglesia católica que provocó un cambio social y político profundo y permanente en Europa. Más tarde, Lutero declaró que la cuestión de las indulgencias era insignificante en comparación con las controversias que llegarían en adelante, como su debate con Erasmo sobre el cautiverio de la voluntad; tampoco consideró que la controversia era tan importante para su avance intelectual con respecto al evangelio. Tiempo después, Lutero dijo que seguía siendo «papista» en el momento en que escribió sus tesis y no había pensado que estas representaran una ruptura con la doctrina católica establecida. No obstante, fue a partir de la controversia de las indulgencias que comenzó el movimiento que se conocería como la Reforma y que impulsó a Lutero a una posición de liderazgo dentro de ese movimiento. Las tesis también evidenciaron que Lutero creía que la Iglesia no estaba predicando correctamente y que esto ponía a los laicos en grave peligro. Además, contradecían el decreto del papa Clemente VI, acerca de que las indulgencias son el «tesoro de la Iglesia». Este desacato a la autoridad papal presagiaba conflictos posteriores.
El 31 de octubre de 1517, día en que Lutero envió sus tesis al arzobispo elector Alberto, se conmemora desde 1527 como el inicio de la Reforma protestante, cuando en una cervecería Lutero y sus amigos brindaron para celebrar «el pisoteo de las indulgencias». En Historia de Martín Lutero, su vida, obras y doctrinas (Historia de vita et actis Lutheri, 1548), Felipe Melanchthon estableció la publicación de las tesis como el inicio del movimiento, valoración aún vigente en la historiografía de la Reforma. Durante el jubileo de la Reforma de 1617, se celebró el centenario del 31 de octubre con una procesión a la iglesia de Wittenberg donde se creía que Lutero había publicado las tesis. Se hizo un grabado que muestra a Lutero escribiendo sus tesis en la puerta de la iglesia con una pluma gigante, que penetra en la cabeza de un león que simboliza al papa León X. En 1668, el 31 de octubre se convirtió en el Día de la Reforma, una fiesta anual en el Electorado de Sajonia, que pronto se extendió a otras naciones luteranas. El 31 de octubre de 2017, el 500.º aniversario del Día de la Reforma, se celebró con un feriado nacional en toda Alemania.